# Geneviève Berger
Pour les articles homonymes, voir Berger (homonymie).
Geneviève Berger, née Sidot le 26 janvier 1955, est une médecin et une biophysicienne française, ancienne directrice générale du CNRS de 2000 à 2003. Elle a exercé différentes fonctions au sein des entreprises Unilever et AstraZeneca. Elle est, depuis 2015, directrice du département Recherche et Développement du groupe Firmenich.

## Biographie
Originaire de Dieuze en Moselle, Geneviève Berger a fait ses études à l'École normale supérieure de l'enseignement technique (devenue en 2016 l'École normale supérieure Paris-Saclay) de 1974 à 1978 où elle obtient son agrégation de physique en 1977, avant de soutenir deux thèses de sciences (en physique et en biologie humaine) en 1981 et des études de médecine terminées en 1985. Elle fonde en 1991 le laboratoire d'imagerie paramétrique (UMR 7623) laboratoire mixte CNRS et Université Paris VI-Pierre et Marie Curie au CHU Broussais-Hôtel-Dieu. Devenue professeur des universités-praticien hospitalier (PU-PH) en 1997, elle exerce les fonctions de chef de service intérimaire du service de biophysique et médecine nucléaire de l'hôpital de l'Hôtel-Dieu de Paris de 1997 à 2000.
Après avoir été directrice de la technologie au ministère de la Recherche en 2000 et membre du conseil d’administration du Commissariat à l'énergie atomique (CEA), Geneviève Berger est directrice générale du CNRS de 2000 à 2003. De 2006 à 2008, elle préside le Conseil pour la santé de la Commission européenne.
De 2008 à 2015, Geneviève Berger est directrice du département « Recherches et développement » d'Unilever, société qu'elle a intégrée l'année précédente. Elle a siégé au conseil d'administration de Smith & Nephew puis actuellement d'AstraZeneca et d'Air liquide.
Elle est depuis 2015 directrice du département « Recherche et Développement » du groupe Firmenich.

## Apport scientifique
Conception et développement du premier appareil d'imagerie osseuse à ultrasons au monde (prix Yves Rocard de la Société française de physique, 1997).

## Prix et distinctions
- Médaille d'argent du CNRS (1994)
- Prix Yves Rocard de la Société française de physique (1997)
- Chevalière de la Légion d'honneur (1998)[7]
- Commandeure de l'ordre des Palmes académiques (2000) ; chevalier en 1997[8]
- Grand Prix pan-européen de l'innovation (2001)
- Honorary Fellow Award de l'American Institute of Ultrasound in Medicine (2006)
- Officière de l'ordre national du Mérite (2013)[1]